# Aad de Jong
Aad de Jong (L'Aia, 1º dicembre 1921 – Zevenbergen, 29 agosto 2003) è stato un calciatore olandese, di ruolo difensore.

## Carriera
A livello di club, Aad de Jong ha giocato dal 1937 al 1955 nelle file dell'ADO Den Haag, con cui ha vinto due campionati olandesi. Con la Nazionale olandese ha giocato in totale cinque partite, senza mai segnare. Ha esordito il 12 novembre 1950 ad Anversa contro il Belgio e ha giocato la sua ultima partita con gli Oranje il 6 aprile 1952 nuovamente ad Anversa contro il Belgio.
Ha anche preso parte ai Giochi olimpici di Helsinki 1952, senza però mai scendere in campo.

## Statistiche

### Cronologia presenze e reti in Nazionale
| Cronologia completa delle presenze e delle reti in nazionale ― Paesi Bassi | Cronologia completa delle presenze e delle reti in nazionale ― Paesi Bassi | Cronologia completa delle presenze e delle reti in nazionale ― Paesi Bassi | Cronologia completa delle presenze e delle reti in nazionale ― Paesi Bassi | Cronologia completa delle presenze e delle reti in nazionale ― Paesi Bassi | Cronologia completa delle presenze e delle reti in nazionale ― Paesi Bassi | Cronologia completa delle presenze e delle reti in nazionale ― Paesi Bassi | Cronologia completa delle presenze e delle reti in nazionale ― Paesi Bassi |
| Data                                                                       | Città                                                                      | In casa                                                                    | Risultato                                                                  | Ospiti                                                                     | Competizione                                                               | Reti                                                                       | Note                                                                       |
| -------------------------------------------------------------------------- | -------------------------------------------------------------------------- | -------------------------------------------------------------------------- | -------------------------------------------------------------------------- | -------------------------------------------------------------------------- | -------------------------------------------------------------------------- | -------------------------------------------------------------------------- | -------------------------------------------------------------------------- |
| 12-11-1950                                                                 | Anversa                                                                    | Belgio                                                                     | 7 – 2                                                                      | Paesi Bassi                                                                | Amichevole                                                                 | -                                                                          |                                                                            |
| 10-12-1950                                                                 | Parigi                                                                     | Francia                                                                    | 5 – 2                                                                      | Paesi Bassi                                                                | Amichevole                                                                 | -                                                                          |                                                                            |
| 15-4-1951                                                                  | Amsterdam                                                                  | Paesi Bassi                                                                | 5 – 4                                                                      | Belgio                                                                     | Amichevole                                                                 | -                                                                          |                                                                            |
| 6-6-1951                                                                   | Rotterdam                                                                  | Paesi Bassi                                                                | 2 – 3                                                                      | Norvegia                                                                   | Amichevole                                                                 | -                                                                          |                                                                            |
| 6-4-1952                                                                   | Anversa                                                                    | Belgio                                                                     | 4 – 2                                                                      | Paesi Bassi                                                                | Amichevole                                                                 | -                                                                          |                                                                            |
| Totale                                                                     |                                                                            | Presenze                                                                   | 5                                                                          |                                                                            | Reti                                                                       | 0                                                                          |                                                                            |

## Palmarès
- Campionato olandese: 2

ADO Den Haag: 1941-1942, 1942-1943